# Paroy-en-Othe
Paroy-en-Othe település Franciaországban, Yonne megyében. Lakosainak száma 154 fő (2022. január 1.). Paroy-en-Othe Bellechaume, Brienon-sur-Armançon és Esnon községekkel határos.

## Népesség
A település népességének változása:
| Lakosok száma | 203  | 192  | 190  | 185  | 182  | 179  | 171  | 162  | 154  |
|               | 2013 | 2015 | 2016 | 2017 | 2018 | 2019 | 2020 | 2021 | 2022 |